# Pedro de Melo
Pedro de Melo foi um administrador colonial português que exerceu o cargo de Governador no antigo território português subordinado à Índia Portuguesa de Timor-Leste entre 1729 e 1731, tendo sido antecedido por António Moniz de Macedo e sucedido por Pedro de Rego Barreto da Gama e Castro.